# Janusz Zakrzeński
Janusz Stanisław Zakrzeński (ur. 8 marca 1936 w Przededworzu, zm. 10 kwietnia 2010 w Smoleńsku) – polski aktor teatralny i filmowy, pedagog, wieloletni członek Związku Piłsudczyków.

## Życiorys

### Młodość i wykształcenie
Urodził się w 1936 r. w Przededworzu k. Chmielnika na Kielecczyźnie, w religijnej rodzinie ziemiańskiej o tradycjach patriotycznych. Jego ojciec – Jan Janusz Zakrzeński (1898–1985) w latach 1919–1920 walczył w szeregach w 2 Pułku Szwoleżerów Rokitniańskich. W 1945 rodzina wyjechała z rodzinnego dworu na tzw. Ziemie Odzyskane, do Złotowa. Po uwięzieniu ojca, rodzinę utrzymywała matka – Albina z domu Szyszko-Bohusz (1908–1975), śpiewaczka operowa, która dzięki pomocy Krystyny Jamroz dostała etat w Operze Wrocławskiej.
Jako chłopiec, zaraz po I komunii świętej został ministrantem, a równocześnie działał w harcerstwie, gdzie poznał bardzo patriotycznego i wymagającego ks. prefekta Józefa Piątyszka – komendanta hufca harcerskiego, który z entuzjazmem opowiadał dzieciom i młodzieży historię Polski.
W 1953 ukończył III LO we Wrocławiu i rozpoczął studia medyczne. Równolegle podjął też pracę sanitariusza.
Po dziewięciu miesiącach w Pogotowiu Ratunkowym, zdecydował jednak zmienić kierunek kształcenia i rozpoczął studia aktorskie w Państwowej Wyższej Szkole Teatralnej w Krakowie, które ukończył w 1960. Emisji głosu uczył się u krakowskich profesorów Bronisława Romaniszyna, Józefa Gaczyńskiego, Tadeusza Serafina i Mieczysława Kotlarczyka. Umuzykalnienia na studiach uczył go natomiast Krzysztof Penderecki (wtedy student 6 roku Akademii Muzycznej).

### Działalność zawodowa
Na scenie zadebiutował rolą Hektora w Troilusie i Kresydzie Williama Szekspira w Teatrze im. Słowackiego w Krakowie, gdzie poznał ks. Karola Wojtyłę, późniejszego papieża Jana Pawła II, który przychodził oglądać wiele przedstawień teatralnych, w tym także z udziałem Janusza Zakrzeńskiego.
Występował na deskach teatrów: im. Juliusza Słowackiego w Krakowie (1960–1967), Polskiego (1967–1974), Nowego (1974–1984) i Narodowego (1984–1985) w Warszawie. Od 1985 był aktorem Teatru Polskiego w Warszawie. Występował na Festiwalu Piosenki Radzieckiej w Zielonej Górze. Należał do PZPR.
Znany głównie jako odtwórca roli marszałka Józefa Piłsudskiego w filmie Polonia Restituta, czy Benedykta Korczyńskiego w Nad Niemnem.
Przez wiele lat wykładał retorykę w Wyższej Szkole Menedżerskiej w Warszawie oraz w Wyższym Duchownym Seminarium Metropolitalnym im. św. Jana Chrzciciela. W ostatnim czasie współpracował także z Wyższą Szkołą Kultury Społecznej i Medialnej w Toruniu.

### Działalność społeczna
Był autorem dwóch książek: Moje spotkania z Marszałkiem i Gawędy o potędze słowa. Sam również stał się bohaterem wywiadu rzeki Co mi zostało z tych lat przeprowadzonego przez Lidię Stanisławską oraz książki Siła codzienności (autor: Marzanna Graff-Oszczepalińska).
Był członkiem rady programowej Związku Piłsudczyków, a także założycielem Akademii Dobrych Obyczajów, w której wykładał kulturę słowa. Kadrę tworzyli z nim między innymi: Ewa Dałkowska, Eugenia Herman, Marzanna Graff, Teresa Lipowska, Jan Józef Kasprzyk i Leszek Miodek.
Był bardzo związany z regionem świętokrzyskim, a szczególnie z Chmielnikiem. Uczestniczył tam m.in. w uroczystościach nadania imienia szkole, występował w przedstawieniach i śpiewał.
Pod koniec życia często odtwarzał (m.in. na uroczystościach rocznicowych) postać marszałka Józefa Piłsudskiego m.in. podczas listopadowego Święta Niepodległości.
Przez wiele lat pozostawał w bliskich kontaktach z Fundacją Zdążyć z Pomocą. Propagował w środowisku twórców i ludzi dobrej woli działalność Fundacji na rzecz chorych i niepełnosprawnych dzieci. Był współautorem wydanej w celach charytatywnych księgi Złote Myśli Ludzi Wielkiego Umysłu, Talentu i Serca, w której zamieścił swoje aforyzmy i przemyślenia. Nagrywał płyty z bajkami dla dzieci, publikowanymi przez Fundację.

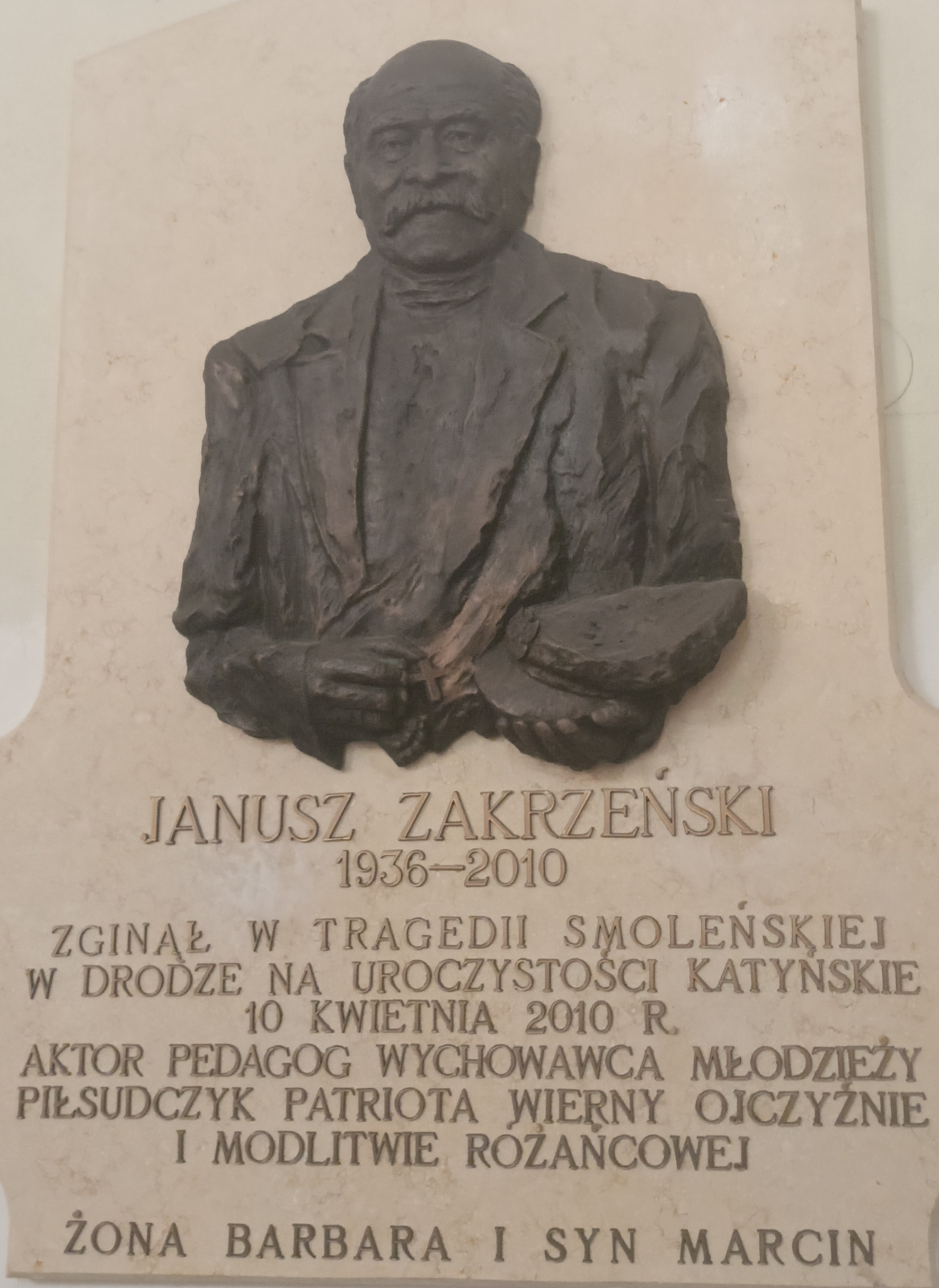
Tablica w kościele św. Katarzyny w Warszawie

## Życie prywatne
Był żonaty z Barbarą, z domu Polley (1939-2014), z którą miał syna Marcina.

### Śmierć i upamiętnienie
Janusz Zakrzeński zginął 10 kwietnia 2010 w katastrofie polskiego samolotu Tu-154M w Smoleńsku w drodze na obchody 70. rocznicy zbrodni katyńskiej.
21 kwietnia 2010 w bazylice archikatedralnej św. Jana Chrzciciela w Warszawie odbyło się nabożeństwo żałobne w intencji aktora, któremu przewodniczył abp Andrzej Dzięga. We mszy oprócz rodziny i znajomych uczestniczyło m.in. wielu aktorów, a także przedstawicieli władz państwowych na czele z ministrem kultury Bogdanem Zdrojewskim. Po uroczystościach żałobnych w bazylice Janusz Zakrzeński został pochowany na cmentarzu Powązkowskim (kwatera 23 wprost-1-21).
15 maja 2010 na cmentarzu w Chmielniku odsłonięto pomnik poświęcony pamięci Janusza Zakrzeńskiego, ustawiony obok grobu jego dziadków, a 1 lipca 2012 odsłonięto poświęconą mu tablicę epitafijną w kościele św. Katarzyny w Warszawie. Ponadto poświęcono mu tablicę epitafijną umieszczoną w foyer Teatru Polskiego w Warszawie.

## Filmografia
| Filmy fabularne i etiudy |                                               |                                                |                                                   |
| Rok                      | Tytuł                                         | Reżyser                                        | Rola                                              |
| 1958                     | Kalosze szczęścia                             | Antoni Bohdziewicz                             | lekarz pogotowia                                  |
| 1965                     | Popioły                                       | Andrzej Wajda                                  | Napoleon Bonaparte                                |
| 1965                     | Lenin w Polsce                                | Siergiej Jutkiewicz                            | oficer w oknie pociągu                            |
| 1968                     | Wniebowstąpienie                              | Jan Rybkowski                                  | SS-man                                            |
| 1968                     | Hasło Korn                                    | Waldemar Podgórski                             | Janek, oficer kontrwywiadu                        |
| 1969                     | Zbrodniarz, który ukradł zbrodnię             | Janusz Majewski                                | major Durski                                      |
| 1970                     | Różaniec z granatów                           | Jan Rutkiewicz                                 | oficer angielski w szpitalu                       |
| 1970                     | Epilog norymberski                            | Jerzy Antczak                                  | Hans Frank                                        |
| 1971                     | Wiktoryna, czyli czy pan pochodzi z Beauvais? | Jan Rutkiewicz                                 | ksiądz                                            |
| 1971                     | Nos                                           | Stanisław Lenartowicz                          | radca stanu                                       |
| 1971                     | Na przełaj                                    | Janusz Łęski                                   | dyrektor                                          |
| 1971                     | Mateo Falcone                                 | Jan Budkiewicz                                 | Mateo Falcone (głos)                              |
| 1972                     | Skarb trzech łotrów                           | Jan Rutkiewicz                                 | doktor Chlebowicz                                 |
| 1972                     | Na krawędzi                                   | Waldemar Podgórski                             | oficer UB                                         |
| 1975                     | Dzieje grzechu                                | Walerian Borowczyk                             | redaktor „Tygodnika Naukowego”                    |
| 1976                     | Wielki układ                                  | Andrzej Piotrowski                             | Józef                                             |
| 1977                     | Sprawa Gorgonowej                             | Janusz Majewski                                | doktor Csala                                      |
| 1978                     | Co mi zrobisz, jak mnie złapiesz              | Stanisław Bareja                               | mecenas Fijałkowski                               |
| 1979                     | Małgorzata                                    | Danuta Kępczyńska                              |                                                   |
| 1979                     | Sekret Enigmy                                 | Roman Wionczek                                 | Gwido Langer                                      |
| 1979                     | Prom do Szwecji                               | Włodzimierz Haupe                              | minister                                          |
| 1980                     | Bez miłości                                   | Barbara Sass                                   | redaktor naczelny tygodnika „Kultura i My” (głos) |
| 1980                     | Głosy                                         | Janusz Kijowski                                | docent Józef Bartkowski                           |
| 1980                     | Ot Buga do Wisły                              | Timofiej Lewczuk                               | Frank                                             |
| 1980                     | Polonia Restituta                             | Bohdan Poręba                                  | Józef Piłsudski                                   |
| 1980                     | Powstanie Listopadowe. 1830–1831              | Lucyna Smolińska                               | Ignacy Prądzyński                                 |
| 1980                     | Miś                                           | Stanisław Bareja                               | reżyser Roman Zagajny                             |
| 1983                     | Na odsiecz Wiedniowi                          | Lucyna Smolińska, Mieczysław Sroka             | Jan Zawierkowsky                                  |
| 1985                     | Tumor Witkacego                               | Grzegorz Dubowski                              | Stanisław Ignacy Witkiewicz                       |
| 1985                     | Menedżer                                      | Ryszard Rydzewski                              | profesor Zwoliński                                |
| 1986                     | Nad Niemnem                                   | Zbigniew Kuźmiński                             | Benedykt Korczyński                               |
| 1986                     | Epizod Berlin-West                            | Mieczysław Waśkowski                           | Jan Bard                                          |
| 1988                     | Desperacja                                    | Zbigniew Kuźmiński                             | pułkownik Huber                                   |
| 1989                     | Reduty września                               | Jerzy Woźniak                                  |                                                   |
| 1990                     | Jestem biednym wyrzutkiem                     | Luczyna Smolińska                              |                                                   |
| 2006                     | Pasje pana Zakrzeńskiego                      | Grażyna Engler                                 | on sam                                            |
| Seriale telewizyjne      |                                               |                                                |                                                   |
| 1968                     | Stawka większa niż życie                      | Andrzej Konic                                  | Wehrnitz (odc. 18)                                |
| 1970                     | Kolumbowie                                    | Janusz Morgenstern                             | szef sztabu (głos; odc. 5)                        |
| 1973                     | Wielka miłość Balzaka                         | Wojciech Solarz                                | Adam Rzewuski (odc. 5)                            |
| 1973                     | Czarne chmury                                 | Andrzej Konic                                  | namiestnik Erick von Hollstein                    |
| 1978                     | Życie na gorąco                               | Andrzej Konic                                  | don Octavio Alezano (odc. 6)                      |
| 1980                     | Królowa Bona                                  | Janusz Majewski                                | Mikołaj Taszycki (odc. 6)                         |
| 1981                     | Najdłuższa wojna nowoczesnej Europy           | Jerzy Sztwiertnia                              | Carl von Horn (odc. 7)                            |
| 1984                     | Przybłęda                                     | Włodzimierz Haupe                              | docent                                            |
| 1989                     | Gdańsk 39                                     | Zbigniew Kuźmiński                             | Wincenty Sobociński                               |
| 1998                     | Miodowe lata                                  | Maciej Wojtyszko                               | prezes Jan Marczak (odc. 2)                       |
| 2000                     | Przeprowadzki                                 | Leszek Wosiewicz                               | Józef Piłsudski (głos; odc. 3)                    |
| 2005                     | M jak miłość                                  | różni                                          | Michał Dziduszko (odc. 312-360)                   |
| 2008                     | Na dobre i na złe                             | Grzegorz Lewandowski                           | pan Zygmunt (odc. 318)                            |
| Polski dubbing           |                                               |                                                |                                                   |
| 1970                     | Banda Asa Kier                                | Jerzy Twardowski                               | Piękniś                                           |
| 1970                     | Saga rodu Forsyte’ów                          | Zofia Dybowska-Aleksandrowicz                  | Prosper Profound                                  |
| 1971                     | Walka o Rzym                                  | Izabella Falewiczowa                           | Thorismund                                        |
| 1971                     | Winnetou w Dolinie Śmierci                    | Jerzy Twardowski                               |                                                   |
| 1971                     | Gwiazda Południa                              | Izabella Falewiczowa                           | Kramer                                            |
| 1972                     | Trzej świadkowie                              | Zofia Dybowska-Aleksandrowicz                  | służący Błažej                                    |
| 1972                     | Białe czaple                                  | Zofia Dybowska-Aleksandrowicz                  | Iwajło Donew                                      |
| 1973                     | Królowa Elżbieta                              | Zofia Dybowska-Aleksandrowicz                  | kaznodzieja (odc. 3), sir Francis Drake (odc. 5)  |
| 1990                     | Chuck Norris i jego karatecy                  | Andrzej Bogusz                                 | Kleszcz                                           |
| 1992                     | Super Baloo                                   | Elżbieta Jeżewska                              | Wan Lo (odc. 32)                                  |
| 1994                     | Księga dżungli                                | Elżbieta Jeżewska                              | pułkownik Hathi                                   |
| 1994                     | Molly                                         | Maria Piotrowska                               | hrabia                                            |
| 1995                     | Rodzina Addamsów                              | Miriam Aleksandrowicz                          | wykonanie piosenki czołówkowej                    |
| 1995                     | Świetliki                                     | Danuta Kwiatkowska, Jolanta Malczewska-Kawalec | Narrator                                          |
| 1995                     | Pocahontas                                    | Maria Piotrowska                               | wódz Powhatan                                     |
| 1996                     | Babe – świnka z klasą                         | Miriam Aleksandrowicz                          | Narrator                                          |
| 1997                     | Herkules                                      | Joanna Wizmur                                  | Narrator                                          |
| 1999                     | Babe: Świnka w mieście                        | Miriam Aleksandrowicz                          | Narrator                                          |
| 1999                     | Pocahontas 2: Podróż do Nowego Świata         | Krzysztof Kołbasiuk                            | wódz Powhatan                                     |
| 2002                     | Planeta skarbów                               | Joanna Wizmur                                  | Narrator                                          |
| 2003                     | Księga dżungli 2                              | Elżbieta Jeżewska                              | pułkownik Hathi                                   |
| 2003                     | Kaena: Zagłada światów                        | Ilona Kuśmierska                               | Wielki Kapłan                                     |
| 2004                     | Mój brat niedźwiedź                           | Joanna Wizmur                                  | stary Denahi                                      |
| 2008                     | Opowieści z Narnii: Książę Kaspian            | Waldemar Modestowicz                           | doktor Kornelius                                  |
| 2009                     | O czym szumią wierzby                         | Dariusz Dunowski                               | Borsuk                                            |

### Słuchowiska
- Matysiakowie – Leon Szybiński (odc. 2738)
- 197?: Mistrz i Małgorzata – centurion Marek Szczurza Śmierć
- 1976: Baśnie o Bolku i Lolku – Królowa Zima – Biały Miś
- 1976: Nad Niemnem – Król Zygmunt August (odc. 5)
- 1976: Pinokio (bajka muzyczna wydana przez Polskie Nagrania) –
  - przechodzień I,
  - dyrektor teatru,
  - tuńczyk
- 1977: Alicja w Krainie Czarów (bajka muzyczna wydana przez Polskie Nagrania) – smok
- 1977: Sława i chwała – Oficer Stasio Czyż (odc. 30)
- 1978: Tomcio Paluch (bajka muzyczna wydana przez Polskie Nagrania) – Marszałek
- 1984: Anna Karenina – Sergiusz Kosnaszew
- 1986: Chatka Puchatka (bajka muzyczna wydana przez Polskie Nagrania na kasecie; CK 416) – Tygrys
- 1986: Krzyżacy – Wilk z Brzozowej (odc. 12)
- 1988: Los i łut szczęścia – Pułkownik Kostylak (odc. 5-7)
- 1988: Pies i wilk – Wilk
- 1989: Pustelnia parmeńska – Ernest IV, książę Parmy
- 1992: Alianci – generał Anastas Babadżin (odc. 4, 6, 13, 15)
- 1992: Na wschód od Edenu – doktor Edwards
- 1993: Słoń Benjamin – narrator[59]
- 1996–1997: Ogniem i mieczem – Grodzicki
- 1996: Trans-Atlantyk – Baron
- 1997: Potop – wojewoda Sapieha
- 1998: Krzyżacy – Wielki Mistrz Konrad von Jungingen (odc. 25-26)
- 1998: Nad Niemnem – narrator
- 1998: Termopile polskie. Misterium na tle życia i śmierci księcia Józefa Poniatowskiego – Ksawery Branicki
- 1999: Historia Jezusa – Kajfasz
- 2000: Maskarada – Baron Heeckeren
- 2000: Popioły – Kalwicki (odc. 22-23)
- 2000: Przygody dobrego wojaka Szwejka – generał inspekcyjny (odc. 8)
- 2001: Potop – książę Lubomirski
- 2001: Wesele – Rycerz Czarny
- 2002: Dwie wieże – Saruman
- 2002: Ferdydurke – wuj Konstanty Hurlecki (odc. 18-19, 21, 23-25)
- 2002: Pociągi pod specjalnym nadzorem – maszynista
- 2003: Noc i mgła – Edward Sam, ojciec Andreasa
- 2003: Sława i chwała – Wuj Władysław Gołąbek (odc. 31, 33)
- 2004: Wojna i pokój – gen. Michaił Kutuzow (odc. 25)

### Teatr[60]
- 1960: Świętoszek jako Kleant, Oficer Gwardii
- 1960: Królowa przedmieścia jako Zadrożny
- 1960: Sławna historia o Troilusie i Kresydzie jako Hektor
- 1961: Lilla Weneda jako Gryf
- 1961: Mądremu biada jako Riepietiłow
- 1961: Dwanaście białych wielbłądów jako agent II
- 1961: Więźniowie z Altony jako porucznik Klage
- 1961: Zbójcy (dramat) jako Kosinsky
- 1961: Damy i huzary jako Edmund
- 1962: Elżbieta, królowa Anglii jako Essex
- 1962: Don Juan albo uczta z posągiem jako Don Carlos
- 1962: Żałoba przystoi Elektrze jako Piotr Niles
- 1962: Wesołe kobiety z Windsoru jako Pistol
- 1962: Ocean jako Alosza
- 1963: Improwizacja paryska jako Adam
- 1963: Fedra jako Hipolit
- 1963: Dziady (dramat) jako Obrzędnik, Sobolewski, Kurier, Oficer, Duch, Wysocki
- 1963: Krakowiacy i Górale jako Bardos
- 1964: Przychodzę opowiedzieć jako Żandarm-Tłumacz, Płowy, Dziennikarz
- 1964: Urząd jako On
- 1964: Jak wam się podoba jako Oliver
- 1964: ZOO jako Obrońca
- 1965: Noc listopadowa jako Wysocki
- 1965: Tragedia optymistyczna jako pierwszy prowadzący
- 1965: Samuel Zborowski jako Lucyfer-Bukary
- 1966: Księżniczka Turandot jako Kalaf
- 1966: Jutro jako Harry
- 1966: Dom otwarty jako Malinowski
- 1967: Namiestnik jako doktor
- 1967: Bezimienne dzieło jako Cynga
- 1967: Nam nie drewno potrzebne jako Pugaczow
- 1968: Wariacje na temat jako Kurt
- 1968: Kobieta bez skazy jako Halski
- 1968: Sułkowski jako Condulmero
- 1968: Lilla Weneda jako Polelum
- 1969: Klątwa jako ksiądz
- 1970: Ballada o tamtych dniach jako chłopiec w mundurze
- 1970: Nocna eskorta jako Von Leh
- 1970: Na szkle malowane jako Swój
- 1971: Bo my jesteśmy z Woli
- 1971: Faust jako Brander
- 1972: Lęki poranne jako Bis
- 1973: Tragedia optymistyczna jako I oficer
- 1973: Uczeń diabła jako Swidon
- 1973: Dziś dajemy wam pamięć
- 1974: Stary, głupi i anioł
- 1974: Lelewel jako Joachim Lelewel
- 1975: Cyd jako Don Gomez
- 1976: Antoniusz i Kleopatra jako Kanidiusz
- 1976: Maria Stuart jako Mortimer
- 1977: Maskarada jako Żukowskij
- 1978: Ballada łomżyńska jako Powrócony
- 1979: Celestyna jako Don Pleberio
- 1980: Kusy jako Michał Lwowicz Korowin
- 1981: Pan Tadeusz jako Podkomorzy
- 1981: Ołtarz wzniesiony sobie jako Bikor
- 1982: Żegnaj, Judaszu jako Jan
- 1982: Terroryści jako Numer Jeden
- 1982: Gra o Narodzeniu i Męce jako Dworzanin, Herod, Kaifasz, Święty Józef
- 1983: Szewcy jako Hiper-robociarz, Towarzysz Abramowski
- 1983: Obłęd jako dziadek
- 1984: Jałta jako Winston Churchill
- 1985: Geniusz sierocy jako Jerzy Ossoliński
- 1986: Wilki w nocy jako prezydent sądy
- 1987: Krótka noc jako właściciel zajazdu
- 1988: Zemsta jako Cześnik Raptusiewicz
- 1989: Oni jako Seraskier Banga Tefuan
- 1990: Najwyborniejsza opowieść o Kupcu weneckim jako Antonio
- 1991: Szkoła obmowy jako Gdrygalski
- 1991: Skrzypek na dachu jako Tewje
- 1991: Wesele jako Czepiec
- 1993: Szczęśliwe wydarzenie jako starzec
- 1994: Chłopcy jako Kalmita
- 1995: Kariera Artura Ui jako Dogsborough
- 1996: Turoń jako Krzysztof Cedro
- 1997: Zorba jako Alexis Zorba
- 1998: Zemsta jako Cześnik Raptusiewicz
- 1999: Co mi zostało z tych lat
- 1999: Igraszki z diabłem jako Sarka-Farka
- 2000: Requiem dla gospodyni jako Gospodarz
- 2003: Burza jako Alonzo
- 2003: Wnętrze jako starzec
- 2007: Wyzwolenie-próby jako Karmazyn, Prymas
- 2009: Opowieść zimowa jako Stary Pasterz
- 2009: Dżuma jako staruszek plujący na koty

## Odznaczenia i nagrody
- Krzyż Komandorski Orderu Odrodzenia Polski (2010, pośmiertnie)[61]
- Krzyż Oficerski Orderu Odrodzenia Polski (2009)[62]
- Złoty Krzyż Zasługi (1974)[63]
- Srebrny Krzyż Zasługi (1967)
- Złoty Medal „Za zasługi dla obronności kraju”[64]
- Srebrny Medal „Za zasługi dla obronności kraju”[6]
- Brązowy Medal „Za zasługi dla obronności kraju” (1973)
- Złoty Medal „Zasłużony Kulturze Gloria Artis” (2010, pośmiertnie)[65]
- Order „Zasłużony dla narodu i Kościoła” przyznany przez prymasa Polski
- Medal Polonia Mater Nostra Est (1999)
- Nagroda Komitetu do Spraw Radia i Telewizji za rolę Stanisława Ignacego Witkiewicza w filmie Tumor Witkacego (1985)
- Nagroda Ministra Kultury i Sztuki I stopnia za role w PRiTV (1985)
- Nagroda indywidualna RSW „Prasa-Książka-Ruch” (1984)[66]
- Nagroda im. ks. prof. Janusza Pasierba za promowanie polskiej mowy i kultury, krzewienie patriotyzmu i wartości chrześcijańskich (Grudziądz, 2009)

W 2008 Światowy Zjazd Sybiraków przyznał mu nagrodę „Ambasador Sybiraków” za rolę w spektaklu Bezgłośny krzyk.
W 2009 ponownie przyznano mu tytuł „Ambasador Sybiraków” za całokształt pracy. W tym samym roku otrzymał „Bursztynowe drzewo” – nagrodę przyznawaną przez Kaszubów za zasługi wobec kultury. Nagrodę przyznano w kategorii „najlepszy aktor” (wyróżnienie otrzymały również Marzanna Graff-Oszczepalińska i Ewa Kania).